# 1650 w sztukach plastycznych

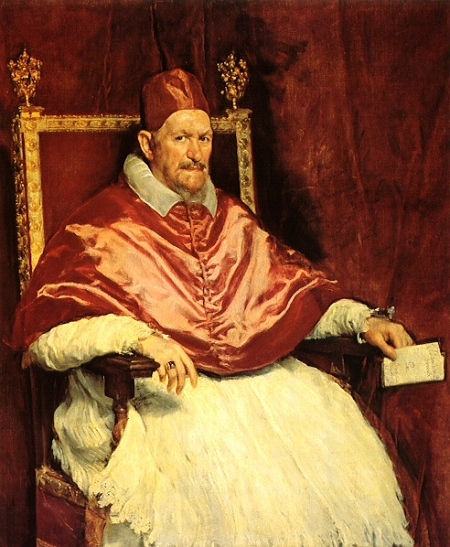
Diego Velázquez, Portret papieża Innocentego X

Wydarzenia w sztukach plastycznych i wizualnych w 1650 roku.

## Malarstwo
- Diego Velázquez

Portret papieża Innocentego X
- Bartolomé Esteban Murillo

Mały żebrak (ok. 1645–1650) – olej na płótnie, 134×100 cm
Rebeka i Eliezer u studni (ok. 1650) – olej na płótnie, 107×171 cm
Święta Rodzina z ptaszkiem (ok. 1650) – olej na płótnie, 144×188 cm
Święty Franciszek z Asyżu na modlitwie (ok. 1645-1650) – olej na płótnie, 182×130 cm